# Kristus svatého Jana od Kříže
Kristus sv. Jana od Kříže je surrealistcký obraz malíře Salvadora Dalího z roku 1951. Použitou technikou je olej na plátně o rozměrech 205 × 116 cm. Malba představuje ukřižování Krista.

## Inspirace a přípravy

### Intelektuální pozadí

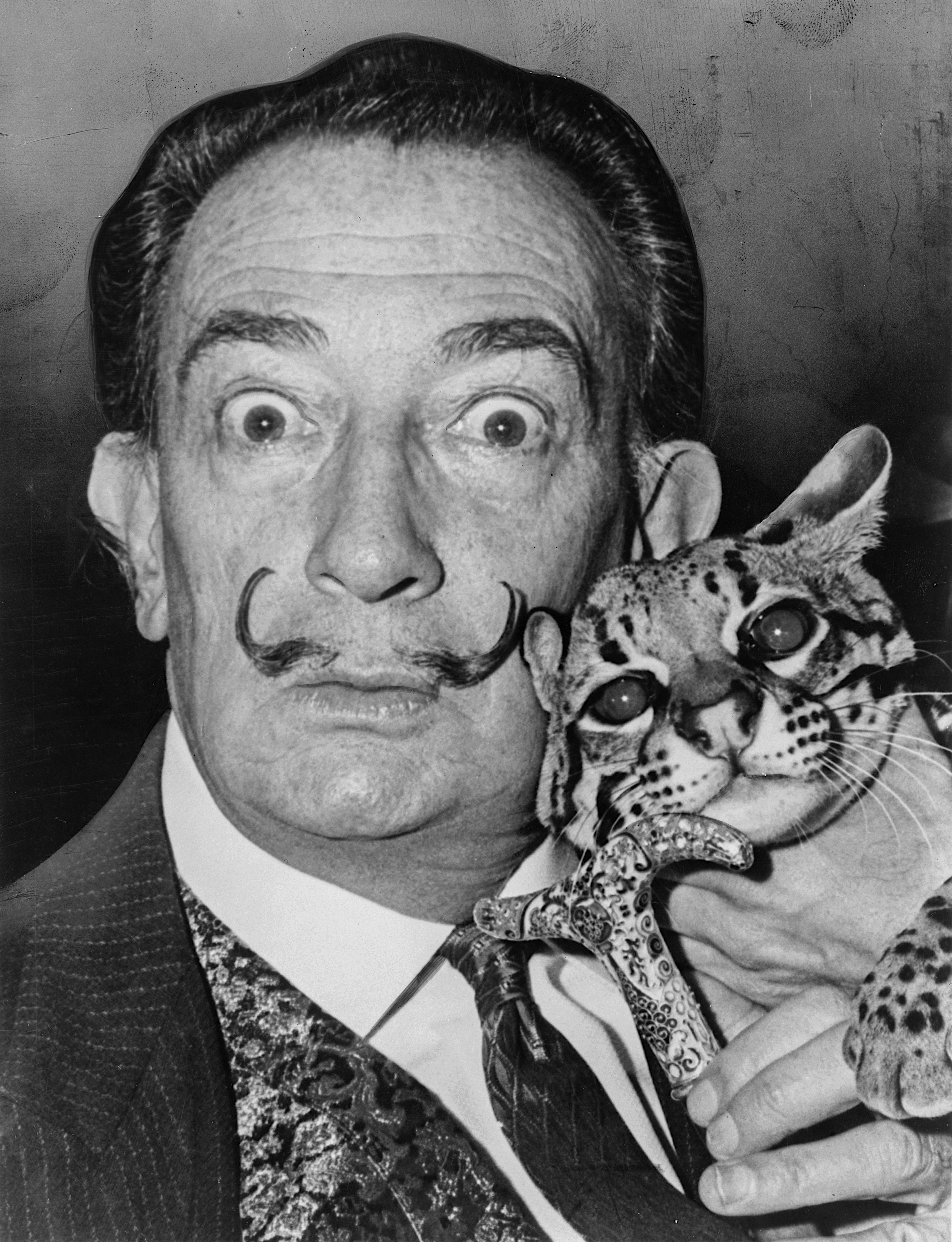
Salvador Dalí v roce 1965

Salvador Dalí se během války odvrátil od ateismu ke křesťanství, na základě seismického otřesu, který cítil při výbuchu pumy Little Boy v Hirošimě.
Malířova konverze vzbudila rozruch, někteří současníci ho podezřívali z politické motivace, aby se mohl vrátit do frankistického Španělska. Umělec toužil po návratu a roli dvorního malíře španělského katolicismu. Dalí nechodil ke svátostem, ale religiózní motivy prostupovaly jeho dílo. Pracovníci glasgowského muzea naznačují, že Dalího zájem o náboženství byl nefalšovaný.
| „                | Věřím v Boha, ale nemám víru. Díky matematice a vědě vím, že Bůh musí existovat. Ale já tomu stejně nevěřím. | “ |
| — Salvador Dalí. | |   |

Provokace byly motorem Dalího činnosti. Malíř provokoval i uvnitř surrealistického hnutí, které je antiklerikální, proticírkevní a protináboženské. Považoval se za poslední článek katolické mystiky. V jeho poválečném díle se bizarním způsobem snoubily křesťanské motivy s mysticismem. Dle některých zdrojů věnoval papeži Piu XII. při osobní audienci první verzi obrazu Madona z Port-Lligat, dle jiných zdrojů mu ho pouze prezentoval. Náboženské motivy prostupují Dalího dílem již od konce války a jeho sny v této době jsou svobodné a tvůrčí.

### Inspirace

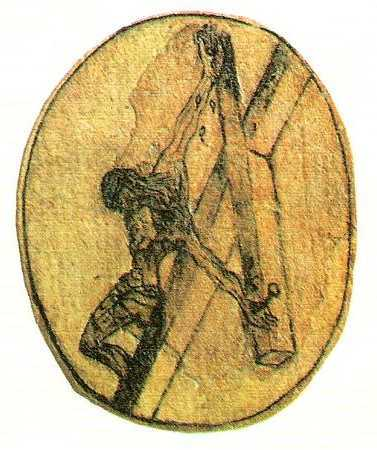
Náčrtek sv. Jana od Kříže

Obraz byl inspirován skicou sv. Jana od Kříže cca. z roku 1550, která je uchovávána v klášteře Vtělení v Ávile. Tuto malou kresbu (57×47 mm) ukázal Dalímu karmelitán Bruno de Jesús María. Jan od Kříže se modlil na oratoři a při modlitbě spatřil Krista, zachytil ho neobyčejným způsobem. Protože shlížel z ochozu, tak Krista viděl shora. Dalí se dokázal identifikovat s Janem od Kříže, jak díky svým mystickým vizím, tak díky pronásledování ze strany církve.
Další inspirací byl Dalího „kosmický sen“. Malíř byl v tomto období velmi zaujatý jadernou fyzikou. V roce 1951 sepsal Mystický manifest.
| „                                   | Chci, aby můj příští obraz Krista obsahoval více krásy a radosti než cokoli, co bylo namalováno doposud. Chci namalovat Krista v absolutní opozici vůči všem zřetelům materialismu a vůči hrubě antimystickému Grünewaldovu Kristovi. | “ |
| — Salvador Dalí, Mystický manifest. | |   |

Dalí neměl rád Grünewaldovo vyobrazení Krista na Isenheimském oltáři. Obraz není hezký a zdůrazňuje bolest. Do Kristova zmučeného a zpřelámaného těla zarůstají větve a trny. Obrazu se někdy přezdívá Poslední slovo německé tortury. Matthias Grünewald bezpochyby ovlivnil další umělce, kteří se vypořádávali s jeho vyobrazením Krista na Isenheimském oltáři.

### Přípravy na práci

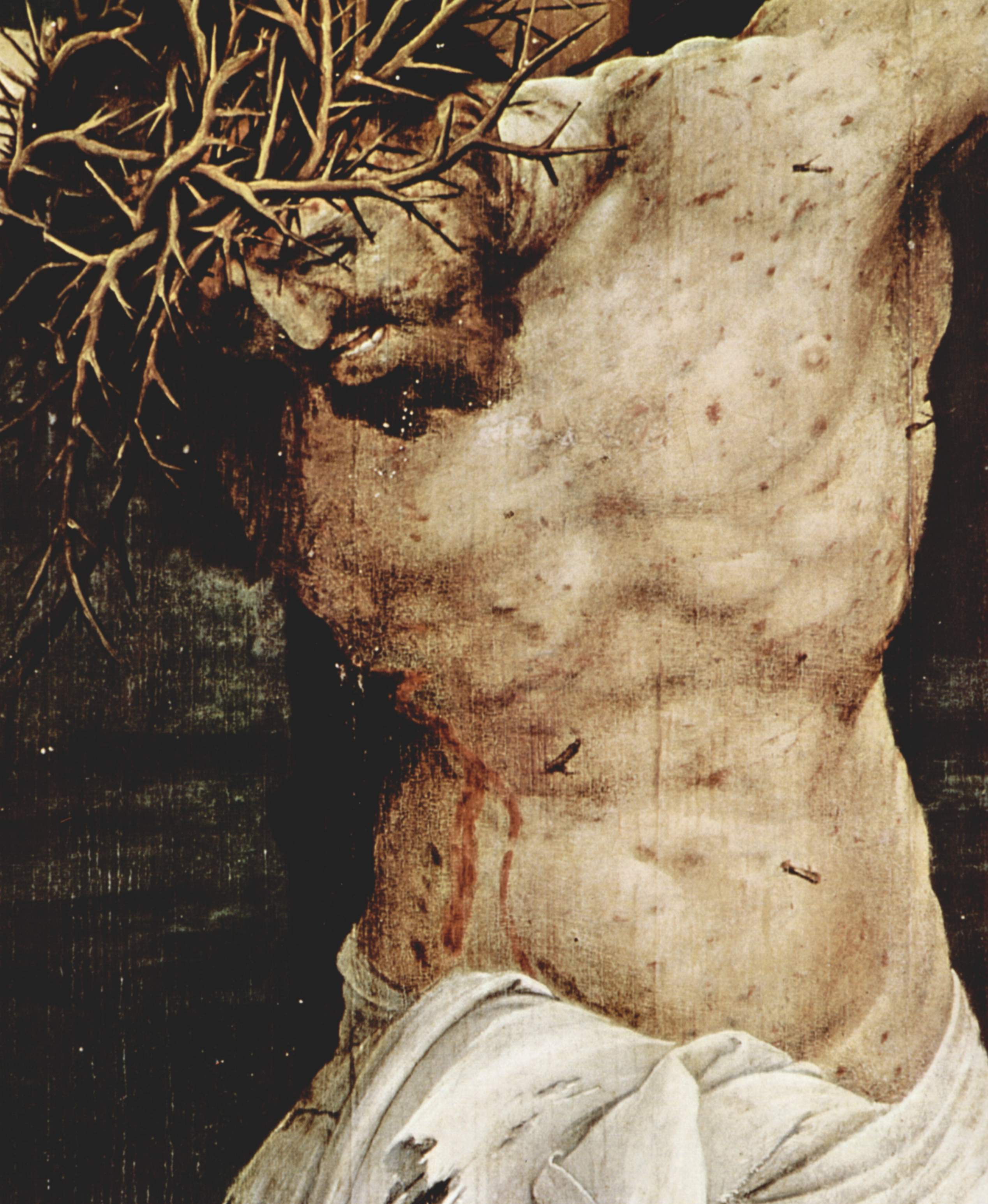
Detail Krista na Isenheimském oltáři od Matthiase Grünewalda

Při přípravě na práci Dalí zápasil s polohou Krista na kresbě sv. Jana. Na náčrtku je Kristus přivázán, výsledný Dalího obraz nemá ani provazy ani hřeby. Během příprav na malování obrazu Dalí nechal vyfotografovat tehdy třiatřicetiletého hollywoodského herce a artistu Russella Saunderse v pozici, kterou zachytil náčrtek sv. Jana. Podle zvětšených fotografií Emilio Puignao navrhl měřítko a perspektivu obrazu, která napomáhá duchovní atmosféře obrazu. Dalí se svým mysticismem chtěl být v opozicí proti Grünnewaldovu realistickému vyobrazení Ukřižování na Isenheimském oltáři. Snímky se bohužel nedochovaly.

## Popis obrazu

### Pozadí
Na pozadí obrazu je pláž městečka Port Lligat, kde malíř bydlel, je to výhled z jeho okna. Malíř zasadil vizi do krajiny, kterou znal celý život. Domov byl pro Dalího důležitý jako zdroj inspirace, i v New Yorku měl malíř dřívko z domova. Podobná scéna je zachycena i na dalších Dalího obrazech z padesátých let.
Dole na obraze je loď s rybáři. První muž stahující sítě je inspirován Velázquezovou Kapitulací Bredy a druhý Louisem Le Nainou. Na obraze je neobvyklá perspektiva shora, pata kříže končí nad loďkou. Základem kompozice je trojúhelnikový motiv.

### Kříž a korpus
Výjev ukřižování je vidět shora, ukazuje šíji a ramena Ježíše, přibitého na kříži a klanějícího se směrem k zemi. Kříž se spolu s Ukřižovaným se vznáší v prostoru.
Zobrazení Krista je neobvyklé. Úplně chybí nástroje umučení, ruce nedrží hřeby, na hlavě není trnová koruna. Husté vlasy zakrývají Kristův obličej. Rána v boku je zahojená. Na obrazu není ani kapka krve. Obvyklý nápis INRI chybí, zůstal jen prázdný výrazně přeložený a pomačkaný list. Zobrazení Krista bez stop mučení ukazuje na jeho zmrtvýchvstání.

### Světlo, kompozice a perspektiva
Světlo osvětlující horní část obrazu zvýrazňuje vypracovanou muskulaturu. Šerosvit podtrhuje dynamičnost obrazu a vtahuje diváka dovnitř. Z obrazu není patrná denní doba, zdá se jako by slunce zapadalo a zároveň vycházelo. Tmavé pozadí horní části obrazu může být narážkou na temnou noc sv. Jana od Kříže.
Obraz má rozměry 205 × 116 centimetrů. Úzké a vysoké plátno zintenzivní závratnost perspektivy obrazu. Oříznutí vrchní části obrazu může vyvolat vnímání nekonečnosti. Obraz je přímočarý s tajemnými prvky.

## Umístění obrazu

### Glasgow
Obraz je umístěn v Kelvingrove Art Gallery and Museum v Glasgow. Tom Honeyman tehdejší ředitel muzea žádal při koupi i autorská práva, což bylo tehdy neobvyklé. Počítali s návratností vysokých vstupních nákladů. Cenu se podařilo snížit z 12 tisíc na 8 200 liber. Dle článku z roku 2017 má obraz hodnotu 60 milionů. Muzeum v Glasgow bylo dle údajů z roku 2017 čtrnáctým nejnavštěvovanější muzeem umění na světě.

### Výstavy
Obraz byl často půjčován na výstavy v Evropě i ve Spojených státech.
- 1951 − Londýn
- 1952 − Madrid
- 1952 − Barcelona
- 1954 − Řím
- 1954 − Benátky
- 1954 − Milán
- 1965 − New York
- 1970 − Rotterdam
- 1971 − Londýn
- 1979 − Paříž
- 1980 − Londýn
- 2004 − Benátky
- 2005 − Philadelphia
- 2010 − Atlanta

## Ohlasy
Obrazu byl rovněž věnován jeden díl seriálu Soukromí mistrovského díla od BBC. Kristus z tohoto obrazu se objevuje i v dalších Dalího obrazech: Assumpta Corpuscularia Lapislazulina a dvakrát na plátně Objevení Ameriky Kryštofem Kolumbem, zde umělec pomocí optické iluze provokativně umisťuje na hlavu Krista svůj autoportrét.